# Vir Savarkar lufthavn
Vir Savarkar International lufthavn eller Port Blair lufthavn (IATA: IXZ, ICAO: VOPB) er lufthavnen i Port Blair, på Andamanerne i Indien. Den er opkaldt efter den indiske friheds-forkæmperen Vir Savarkar. Det går en vej på tværs af landingsbanen, hvilket gør at trafikken må stoppes hver gang et fly letter eller lander.

## Selskaber og destinationer
- Air Deccan (Chennai, Kolkata,)
- Spice Jet (Chennai, Kolkata)